# Assurantie van de Belgische Boerenbond
De Assurantie van de Belgische Boerenbond (ABB), ook ABB Verzekeringen was een Belgische verzekeringsmaatschappij. De maatschappij was een dochteronderneming van de Boerenbond. ABB Verzekeringen ging in 1998 op in de KBC Groep.

## Geschiedenis
Het verzekeren van landbouwers was altijd al sinds de oprichting in 1890 een aandachtspunt van de Boerenbond. Initieel trad de verzekering op als agent en wederverkoper van polissen van de Britse 'Norwich Union'. Daarnaast werden onderlinge verzekeringen tegen brand en/of veeschade sterk gestimuleerd.
De geschiedenis van de Assurantie gaat terug tot in het jaar 1917. Toen werd de coöperatieve vennootschap 'Belgische Onderlinge Brandverzekering' (BOB) gesticht. De Boerenbond moest wel tot deze oprichting overgaan omdat de Duitse bezetter verbood polissen bij een Britse maatschappij af te sluiten. De BOB verbreedde zijn verzekeringsdekking na de Eerste Wereldoorlog door een fusie met de 'Landbouwassurantie' (LA) (gespecialiseerd in levens- en ongevallenverzekeringen) aan te gaan. De fusiemaatschappij werd omgevormd tot een naamloze vennootschap in 1922, de 'Belgische Onderlinge Verzekering' (BOV). Ook volgden fusies met de 'Onderlinge Belgische Boerenverzekering' en de 'Landbouwverzekering'. 
In 1926 werd de link met de organisatie duidelijker met de naamwissel naar 'Verzekeringsmaatschappij van de Belgische Boerenbond' (VBB). Het was in 1941 dat een laatste naamswijziging tot 'Assurantie van de Belgische Boerenbond' of 'ABB' volgde. Het aanbod was intussen verder gediversifieerd en omvatte ook ouderdoms- en gezinsverzekeringen, of storm- en hagelschade.
De afhankelijkheid als verzekeringsmaatschappij van een niet commerciële organisatie die sterk dreef op de ideeën van coöperatie en belangenverdediging verklaren de sterke nadruk die ABB steeds legde op preventiecampagnes, vorming, sensibilisering, enzovoort.  Ook de lokale voet bleef behouden door een uitgebreid netwerk van lokale, zelfstandige verzekeringsagenten die de producten in het eigen gebied verkochten en de dossiers behartigden.

## Voorzitters
- 1922 - 1925 Emiel Vliebergh
- 1926 - 1927 Norbert Gijsen
- 1927 - 1937 Victor Parein
- 1937 - 1940 Gilbert Mullie
- 1941 - 1963 Emiel Van Dievoet
- 1963 - 1964 Maurice Van Hemelrijck
- 1965 - 1981 Dries Dequae
- 1982 - 1997 Jos Daniels